# Пиетро Монтани
Пиетро Монтани e турски и български архитект от италиански произход, художник, първият главен архитект на Източна Румелия.

## Биография
Пиетро Монтани е роден през 1829 г. в Триест, Северна Италия. Когато е двегодишен, неговото семейство се премества да живее в Цариград. Той израства в латинския квартал на Галата. По това време италианската колония в Цариград се състои от бедни работнически семейства със сравнително ниска грамотност. Благодарение контактите си с франкофони от същия квартал, той усвоява отлично френски език. По-късно в много от творбите си той се подписва с името Пиер. Завършва архитектура в училището за съвременни изкуства (L’Ecole des Beaux-Arts) в Париж и работи в столицата на Османската империя като придворен архитект на султана.
В период 1870-1872 г. участва в проект за джамия, чешма, мазволей, имапет, бибиотека и училище в квартал Аксарай в Цариград. През 1870-1871 г. също участва в строителството на султанската резиденция Йелдъз кьошк в комплекса Чириган сарай, чийто архитект е Саркис Балян, а той е главен художник. Автор е на книгата L’architecture Ottomane създадена за Всесветовното изложение във Виена през 1873 г.
Пристига в Пловдив през 1879 г. по покана на д-р Георги Вълкович - директор (министър) на Земеделието, търговията и обществените сгради в Източна Румелия. Идването му в Пловдив е по повод нуждата да се преустрои една от многото големи бани - Хюнкяр хамам - в сграда за Областно събрание на Източна Румелия. Оставя в Пловдив до Съединението. Придружен е от съпругата и едногодишната си дъщеря – Лучия. Назначен е за главен архитект на Източна Румелия. Автор е на първия Публично-административен правилник за пътеустройство на градовете и селата в Източна Румелия. Архитект Монтани е одобрил и градоустройствения план на Стара Загора, изготвен от Либор Байер, и първия регулационен план на Хисаря.
Умира през октомври 1887 г. в Истанбул.
През 2006 г. в Регионален исторически музей в Пловдив постъпва дарение от правнучката на Пиетро Монтани – Светлана Григориева и нейната дъщеря Лиляна Бракалова. Дарението включва снимки, документи, архитектурни скици, художествени скици и лични вещи на архитекта. Българските корени на наследниците идват от брака на Лучия Монтани, която през 1898 г. се омъжва за българския тенор Атанас Аргиров. Експонатите са част от експозиция „Съединение на България от 1885 г.“, подредена в Областното събрание на Източна Румелия на пл. „Съединение“ №1.

## Архитектурно творчество в България
След Освобождението, сградата на Хюнкяр хамам - втората по големина баня в Пловдив - била дадена за нуждите на Областно събрание на Източна Румелия. Архитект Монтани ръководи цялостното ѝ преустройство и проектира декоративната ѝ украса. В централното помещение на банята имало места за 56 народни представители, специални трибуни за министрите (т.е. директорите), за дипломатите. Имало е балкон за 150 души зрители. Върху купола били изрисувани 4 фигури – Правосъдието, Мирът, Силата и Законът. След Съединението сградата се използва за архивите на съда. Постройката пострадала сериозно от Чирпанското земетресение и през 1930 г. е разрушена.
По негови проекти са построени следните сгради в България:
Пловдив
- Сграда построена за Областното събрание (парламента) на Източна Румелия; поради завършването ѝ след Съединението, сградата никога не е била използвана по предназначението си; през 1886 г. там са настанени Пловдивската народна библиотека и музей (днес там е Регионален исторически музей – Съединение).
- Първата сграда на Държавната болница в града
- Сградата на Мъжката гимназия „Александър I“ (там днес е Хуманитарната гимназия „Св. св. Кирил и Методий“) (1885)
- Kъщата на Люсиен Шевалас на ул. Велико Търново (1885)

Стара Загора
- Девическата гимназия „Мария Луиза“ (1881-82)

Садово
- Земеделското училище – реконструира чифлик на Юнус бей и го превръща в училище

Харманли
- Сградата на общинска сграда в Харманли (днес там е Историческия музей)

Айтос
- Казармите

## Живопис
- Картина „Посрещането на княз Александър I в Пловдив“ на 9 септември 1885 г. на площад „Джумаята“ в Пловдив

Пиетро Монтани e бил толкова развълнуван от събитията около Съединението, че дори рисува огромна арка, която никога не е съществувала. Под нея са изобразени князът, министър-председателя Петко Каравелов, д-р Георги Странски, председател на временното правителство, майор Данаил Николаев, командващ южните войски, католически и православни духовници. В традицията на времето Монтани е изобразил себе си и семейството – съпругата, дъщерята и сина си.